# Helius connectus
Helius connectus är en tvåvingeart som beskrevs av Edwards 1928. Helius connectus ingår i släktet Helius och familjen småharkrankar. Inga underarter finns listade i Catalogue of Life.